# جيرارد هوران
جيرارد هوران (بالإنجليزية: Gerard Horan)‏ هو ممثل بريطاني، ولد في 1962 في المملكة المتحدة.

## أعمال

### أفلام
- (2015) سندريلا[4][5]
- (2017) الجميلة والوحش[6][7]

## وصلات خارجية
- جيرارد هوران على موقع IMDb (الإنجليزية)
- جيرارد هوران على موقع قاعدة بيانات الفيلم (الإنجليزية)